# Ostre zapalenie gardła
Ostre zapalenie gardła – stan zapalny gardła o etiologii wirusowej, bakteryjnej lub grzybiczej. Zazwyczaj obejmuje on głównie błonę śluzową, oszczędzając pierścień tkanki chłonnej gardła (migdałki podniebienne, migdałek gardłowy, migdałki trąbkowe i migdałek językowy). Ostre zapalenie gardła towarzyszy zazwyczaj chorobom zakaźnym takim jak grypa, odra, różyczka, ospa wietrzna. Poprzedza je zwykle ostry nieżyt nosa i przeziębienie.
70–85% przypadków choroby ma etiologię wirusową, a 15–30% bakteryjną (angina). 65% przypadków wywodzących się z choroby przeziębieniowej to efekt zakażenia ryno- i koronawirusami.

## Objawy
Głównymi objawami ostrego zapalenia gardła są obrzęk i zaczerwienienie błony śluzowej, którym towarzyszy silny ból gardła. Przybiera on najczęściej postać uczucia kłucia, drapania, pieczenia; występują także trudności podczas przełykania płynów i pokarmów. W przebiegu infekcji na tle wirusowym temperatura ciała chorego jest nieznacznie podniesiona. Czasami obserwuje się objawy nieżytu nosa oraz zapalenia spojówek, a u dzieci przy cięższym przebiegu – obrzmienie szyjnych węzłów chłonnych.
W zapaleniu gardła spowodowanym nadkażeniem bakteryjnym objawy są silniejsze. Pojawia się wysoka gorączka, dreszcze oraz spływająca po tylnej ścianie gardła treść ropna, która może przenosić zakażenie do oskrzeli.

## Leczenie
Leczenie ostrego zapalenia gardła uzależnione jest od czynnika etiologicznego. W przypadku infekcji wirusowej leczenie zazwyczaj sprowadza się do łagodzenia objawów. W tym celu stosuje się leki przeciwgorączkowe i przeciwzapalne (zawierające paracetamol, kwas acetylosalicylowy lub niesteroidowe leki przeciwzapalne, w tym ibuprofen) oraz leki łagodzące ból gardła (syropy, tabletki do ssania, mieszanki ziołowe do płukania, aerozole). Stosuje się również leki zawierające witaminę C, laktoferynę oraz wspomagająco – preparat wapnia. Istotne jest regularne nawilżanie gardła i nawadnianie organizmu, dlatego choremu podaje się duże ilości płynów. W zapaleniach bakteryjnych poza leczeniem objawowym niezbędne jest zastosowanie antybiotykoterapii (głównie z udziałem penicylin i cefalosporyny II generacji).

## Klasyfikacja ICD10
| kod ICD10     | nazwa choroby                                                         |
| ------------- | --------------------------------------------------------------------- |
| ICD-10: J02   | Ostre zapalenie gardła                                                |
| ICD-10: J02.0 | Paciorkowcowe zapalenie gardła                                        |
| ICD-10: J02.8 | Ostre zapalenie gardła spowodowane innymi określonymi drobnoustrojami |
| ICD-10: J02.9 | Nieokreślone ostre zapalenie gardła                                   |